# 西南财大站
西南财大站位于中华人民共和国四川省成都市青羊区清江中路与二环路交叉口，是成都地铁4号线的地铁车站，于2015年12月26日启用。临近西南财大光华校区而得名。临近峨眉电影集团，站台装饰以电影为主题。因紧邻成温立交，本站在建设过程中的工程名为“成温立交站”。当地老地名为“铁门坎”。

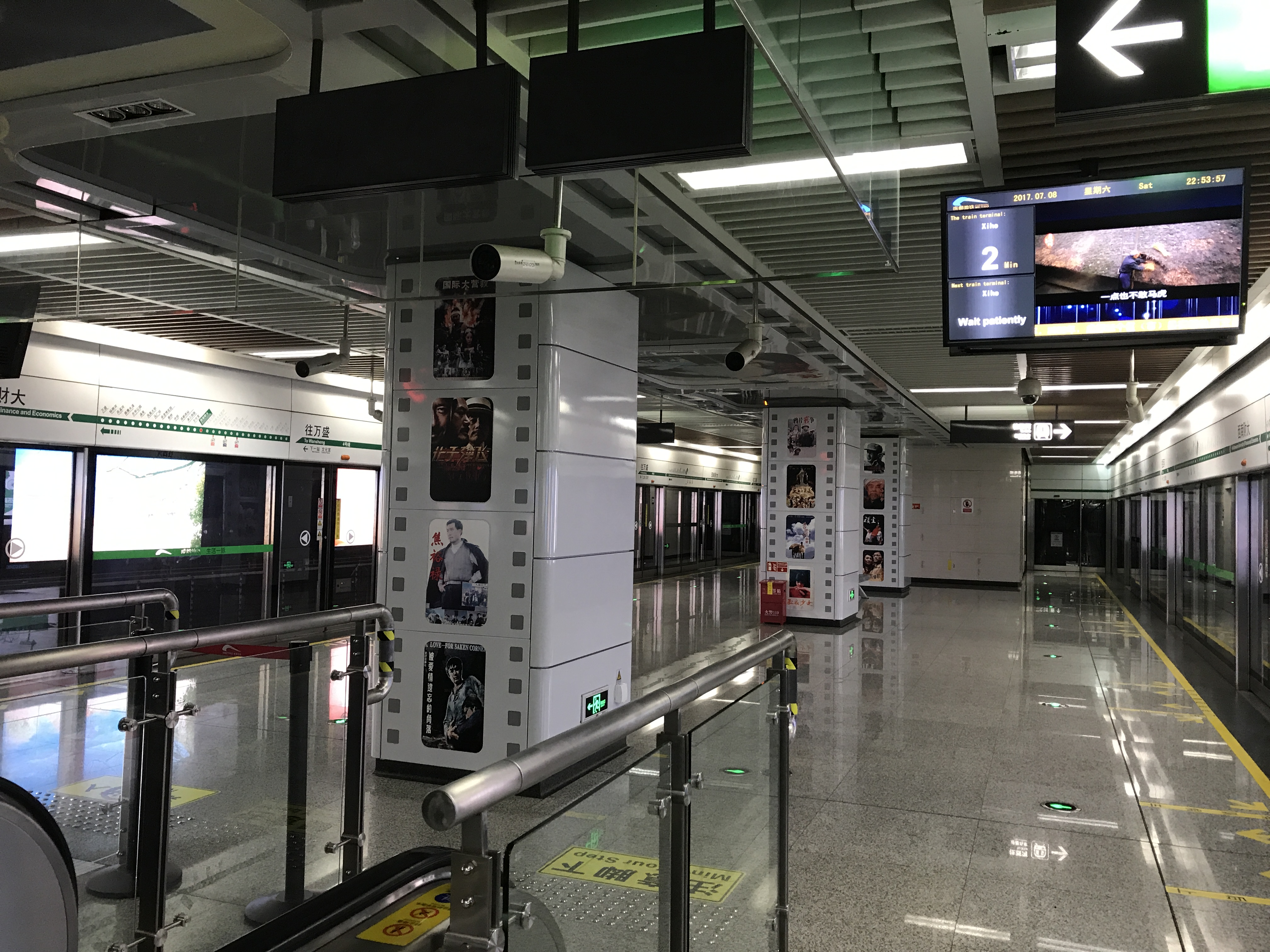
电影主题站台层

## 车站构造
本站全长173.2米，底板埋深15米，为地下二层单柱双跨岛式站台1面2线明挖车站。
| 地面              | 0    | 出口                                                                                                |
| 地下一层          | 站厅 | 自助购票 客服中心                                                                                   |
| 地下二层          | 站台 | \| \| \| 4号线往万盛（文化宫） \| \| 島式 · 開左邊车门 \| \| \| \| \| \| 4号线往西河（草堂北路） \| |
|                   |      | 4号线往万盛（文化宫）                                                                               |
| 島式 · 開左邊车门 |      | |
|                   |      | 4号线往西河（草堂北路）                                                                             |

## 内装与公共艺术
本站设计主题：峨影文化。
本站装修天花和柱面都采用了电影胶片的元素，峨眉电影制片厂部分优秀的电影作品（如《让子弹飞》、《焦裕禄》、《鸦片战争》、《顽主》、《康定情歌》、《香巴拉信使》、《观音山》等）海报以模仿胶片的形式镶嵌于柱面，展现出峨眉电影制片厂的历史。

## 出入口
本站目前开放3个出入口，B出口附近设有与西城星荟的连通口。
|          |              |                                        |      |
| 编号     | 设施         | 指示                                   | 照片 |
|          | 无障碍电梯   | 清江中路、群益路、西南财经大学光华校区 |      |
| 出口 · B | 无障碍卫生间 | 清江东路、二环路西二段                 |      |
| 出口 · D |              | 清江中路、双顺南路                     |      |

## 公交配套
5、13、32、64、78、81、111

## 历史
- 2013年7月28日，主体结构封顶[5]。
- 2015年12月26日，正式启用[1]。